# Stichophthalma cambodia
Espèce
Stichophthalma cambodia est une espèce de grands papillons diurnes de la famille des Nymphalidae que l'on rencontre en Thaïlande et dans le sud de la péninsule indochinoise. Elle a été décrite par William Hewitson en 1862, sous le nom de Thaumantis cambodia.